# مستوى تشريحي

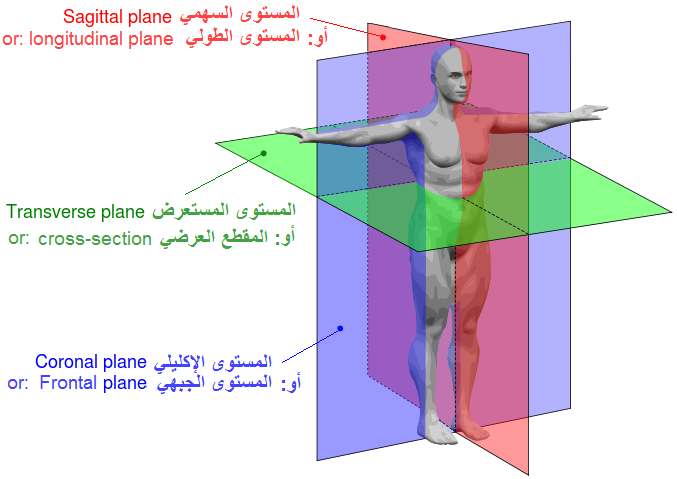

المستوى التشريحي هو مستوى افتراضي يستخدم لقَطع الجسم، من أجل وصف موقع الهياكل أو اتجاه الحركات. في تشريح الإنسان والحيوان، يستخدم ثلاث مستويات رئيسية:
- المستوى السهمي (sagittal plane) أو المستوى الجانبي (الطولي، الأمامي الخلفي) هو مستوى مواز للدرز السهمي. يقسم الجسم إلى اليسار واليمين.
- المستوى الإكليلي (coronal plane) أو المستوى الجبهي (العمودي) يقسّم الجسم إلى ظهرِي وبطني (خلفي وأمامي).
- المستوى المستعرض (transverse plane) أو المستوى المحورِي (الأفقي) يقسم الجسم إلى أجزاء الجمجمة والذيلية (الرأس والذيل).

## مصطلح
يمكن أن يكون هناك أي عدد من المستويات السهمية؛ ومع ذلك، لا يوجد سوى مستوى سهمي أساسي واحد. يشير الأساسي إلى المستوى الذي يقسم الجسم إلى أجزاء متساوية، مع نصف الجسم بالضبط على جانبي المستوى الأساسي. يظهر مصطلح المستوى الأساسي في بعض النصوص على أنه المستوى الرئيسي. المصطلحات قابلة للتبديل.

## علم التشريح البشري
في علم التشريح البشرِي، تُعرَّف المستويات التشرِيحية بالرجوع إلى النموذج التشريحي في الاتجاه المستقيم أو الواقف.
- المستوى المستعرض (المعروف أيضًا باسم المستوى المحوري أو الأفقي) يكون موازياً للأرض، ويفصل (في البشر) بين الجزئين العلوي (superior) والسفلي (inferior)، أو بعبارة أخرى، رأسه من قدميه. المستويات المستعرضة التي حُدِّدَت في اصطلاح علم التشريح هي مستوى مقاطع للبواب، والمستوى تحت الأضلاع، والمستوى السُّرّي (أو السُّرة)، والمستوى فوق العرف، والمستوى بين الحديبتين، والمستوى بين السناسن.

- المستوى الإكليلي (المعروف أيضًا باسم المستوى الجبهي (frontal plane)) يكون عمودياً على الأرض، ويفصل (في البشر) بين الجزئين الأمامي والخلفي أو بين الظهري والبطني.
- المستوى السهمي (المعروف أيضًا باسم المستوى الأمامي الخلفي) عمودي على الأرض، ويفصل بين اليسار واليمين. المستوى المتوسط (أو المتوسط السهمي) هو المستوى السهمي الموجود بالضبط في منتصف الجسم؛ يمر من خلال هياكل خط الوسط مثل السرة والعمود الفقري. جميع المستويات السهمية الأخرى (المعروفة أيضًا بالمستويات المجاورة للسهمي) موازية لها.

المحاور والمستوى السهمي هي نفسها بالنسبة لذوات القدمين ولذوات الأربع أقدام، لكن اتجاه تبديل المستويات الإكليلية والعرضية، قد تتوافق أو لا تتوافق المحاوِر الموجودة على قطع معينة من المعدات مع محاور الجسم، خاصة أن الجسم والمعدات قد يكونان في اتجاهات نسبية مختلفَة.

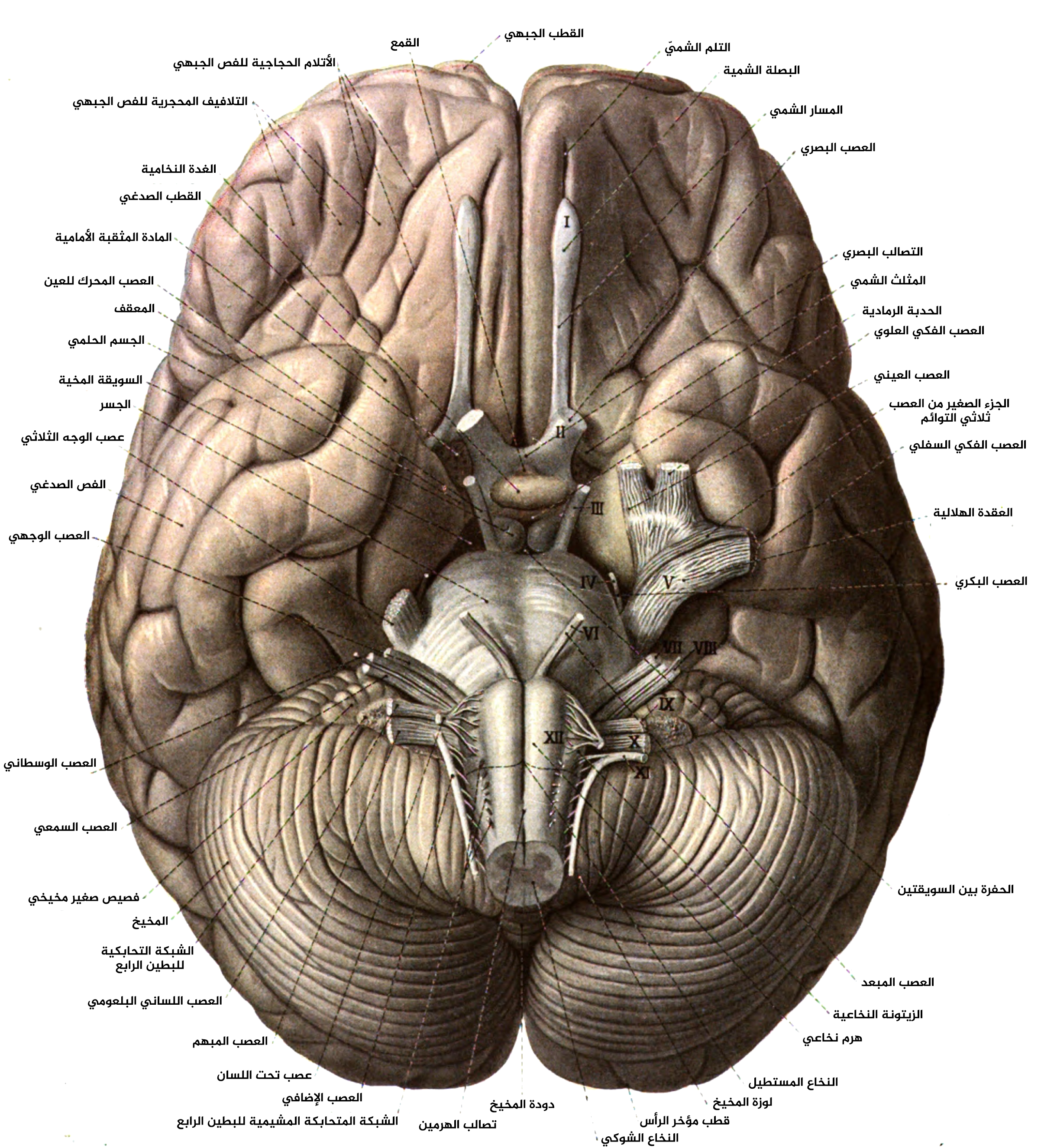
دماغ معروض من الأسفل. هذا مثال على مستوى عرضي.
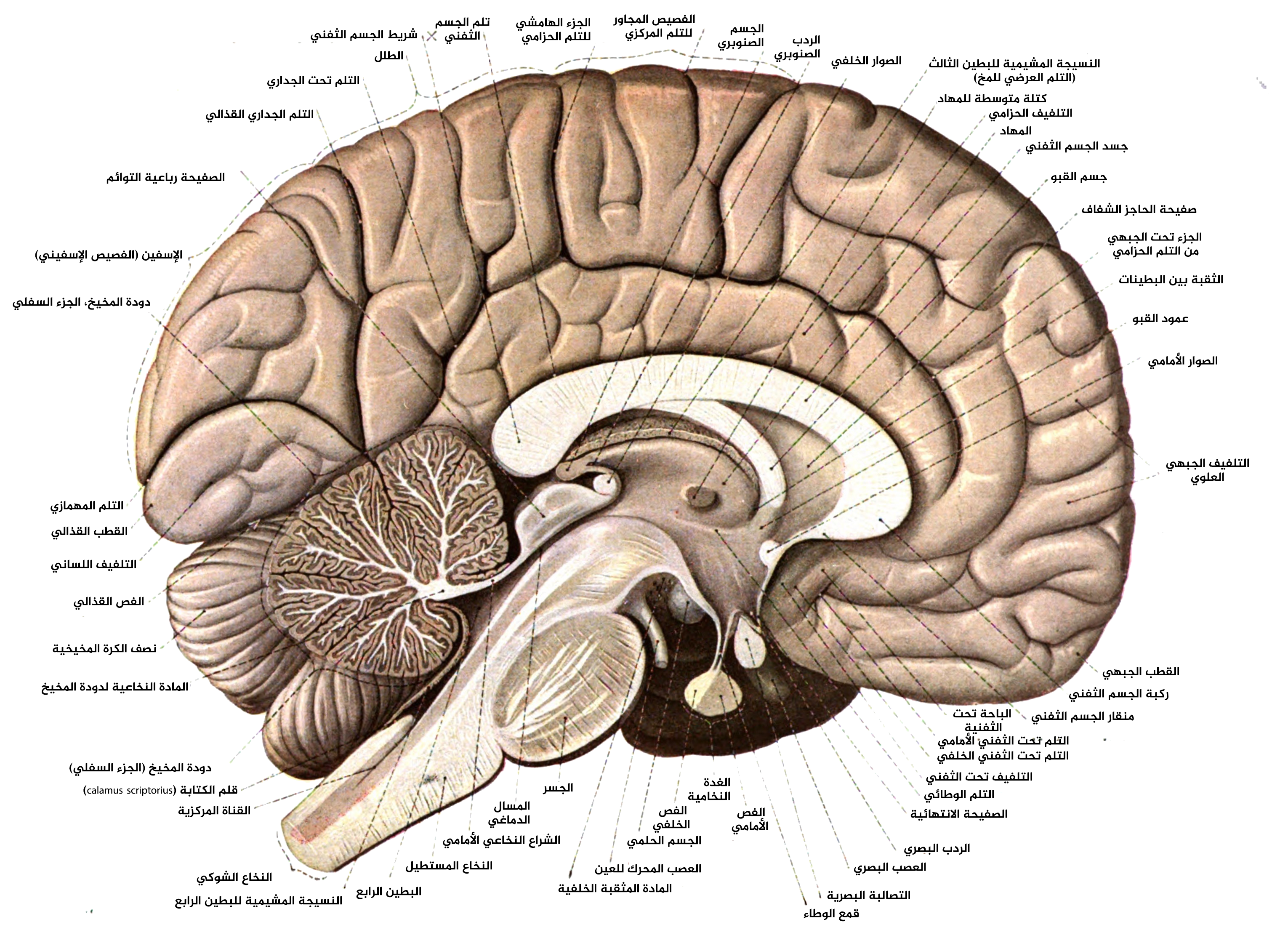
دماغ مقطوع من النصف من خلال القسم الأوسط. هذا مثال على مستوى سهمي.

## استخدامات

### حركة
عند وصف الحركة التشريحية، تصف هذه المستويات المحور الذي نُفِّذَ الفعل على طوله. لذلك من خلال التحرك عبر المستوى المستعرض، تتتقل الحركة من الرأس إلى أخمص القدمين. على سبيل المثال: إذا قفز شخص بشكل مستقيم لأعلى ثمَ لأسفل، فسوف يتحرك جسمه عبر المستوى المستعرض في كل من المستويين الإكليلي والسهمي.
المستوى الطولي هو أي مستوى عمودي على المستوى المستعرض. المستوى الإكليلي والمستوى السهمي مثالان على المستويات الطولية.

### تصوير طبي
في بعض الأحيان يجب التمييز بين اتجاه بعض المستويات، على سبيل المثال في تقنيات التصويرِ الطبي مثل التصوير فوق الصوتي أو التصوير المقطعي المحوسب أو التصوير بالرنين المغناطيسي أو التصوير المقطعي بالإصدارِ البوزيتروني. هناك مجموعة متنوعة من أنظمة الإحداثيات القياسية المختلفة. بالنسبة إلى شكل التصوير الرقمي والاتصالات في الطب، يتخيل المرء إنسانًا في الموضع التشريحي، ونظام إحداثيات س-ص-ع مع انتقال المحور س من الأمام إلى الخلف، والمحور ص ينتقل من اليمين إلى اليسار، والمحور ع ينتقل من أصبع القدم إلى الرأس. يمكن تطبيق قاعدة اليد اليمنى.

### إيجاد المعالم التشريحية

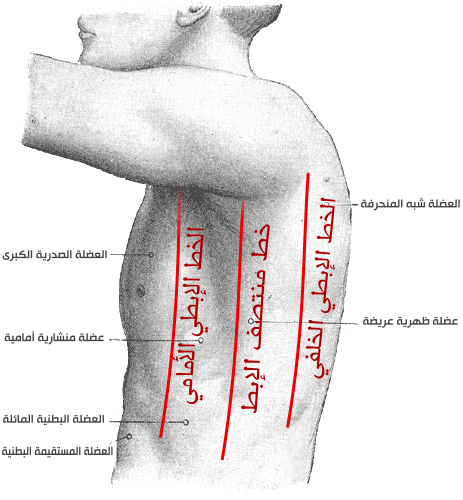
خطوط إبطية

في البشر، قد يكون أصل المرجع من التشريح السطحي، المصنوع من المعالم التشريحية الموجودة على الجلد أو المرئي تحته. كما هو الحال مع المستويات، فإن الخطوط والنقاط خيالية. الأمثلة تشمل:
- خط منتصف الإِبط، وهو خط يمتد عمودياً على سطح الجسم ويمر عبر قمة الإبط. على التوازي، يمر الخط الإبطي الأمامي، الذي يمر عبر ثنية الجلد الإبطية الأمامية، والخط الإبطي الخلفي، الذي يمر عبر ثنية الجلد الإبطية الخلفية.
- خط منتصف الترقوة، وهو خط يمتد عموديًا على سطح الجسم ويمر عبر منتصف الترقوة.

بالإضافة إلى ذلك، يمكن الإشارة إلى الهياكل الموجودة في مستويات معينة من العمود الفقري (على سبيل المثال، الفقرة العنقية الرابعة، يرمز لها ب "C4")، أو القفص الصدري (على سبيل المثال، الحيز الوربي الخامس).
من حين لآخر، في الطب، يمكن وصف أعضاء البطن بالإشارة إلى المستوى عبر البواب، وهو مستوى عرضي يمر عبر البواب (صمام).

### علم الأجنة المقارن
عند مناقشة التشريح العصبي للحيوانات، وخاصة القوارض المستخدمة في أبحاث علم الأعصاب، كان المصطلح المبسط تسمية أقسام الدماغ وفقًا للأقسام البشرية المتماثلة. ومن ثمَّ، ما هو تقنيًا مقطع عرضي (متعامد) فيما يتعلق بمحور طول جسم الجرذ (الفاصل الأمامي من الخلفي) يمكن غالباً الإشارة إليه في الإحداثيات التشريحية العصبية للفئران كالمقطع الإكليلي، وبالمثل المقطع الإكليلي فيما يتعلق بالجسم (أي الانقسام البطني عن الظهر) في دماغ الجرذ على أنه عرضي. يحافظ هذا على المقارنة مع الدماغ البشري، حيث يُدَوَّر المحور الطولي في تقريب تقريبي فيما يتعلق بمحور الجسم بمقدار ۹۰ درجة في الاتجاه البطني. هذا يعني أن مستويات الدماغ ليست بالضرورة نفس مستويات الجسم.
ومع ذلك، فإن الحالة أكثر تعقيدًا، لأن علم الأجنة المقارن يوضح أن محور طول الأنبوب العصبي (البدائي في الدماغ) له ثلاث نقاط ثني داخلية، وهما اثنين من الانحناء البطني عند انثناء عنق الرحم والسيفالي (ثني عنق الرحم تقريبًا بين النخاع المستطيل والحبل الشَّوكي، والثنية الرأسية بين الدماغ البيني والدماغ المتوسط)، ووسط الدماغ المتأخر(ثنية البونتيين أَو المعين) في منتصفه، خلف المخيخ. يظهر الثناء الأخير بشكل أساسي في الثدييات والسووروبسيدات (الزواحف والطيور)، في حين أن الاثنين الآخرين، وخاصة الانثناء الرأسي، يظهر في جميع الفقاريَّات (مجموع الثناء البطني عنق الرحم والسيفالي هو سبب ۹۰ درجة المذكورة أعلاه في البشر بين محور الجسم ومحور الدماغ). هذا المفهوم الأكثر واقعية للهيكل الطولي لأدمغة الفقاريات يوحي أن أي مستوى قسمي (باستثناء المستوى السهمي) ستتقاطع أجزاء مختلفة بشكل متغير من الدماغ نفسه كما تستمر سلسلة الأقسام عبرها (نسبيّة الأقسام الفعلية فيما يتعلق بالحالة المورفولوجية الطوبولوجية في الأنبوب العصبي المثالي غير المعتاد). وبالتالي، يجب أن يشير أي وصف دقيق لمستوى مقطع الدماغ إلى الجزء الأمامي الخلفي من الدماغ الذي يشير إليه الوصف (على سبيل المثال، المستعرض للدماغ المتوسط، أو الأفقي إلى الدماغ البيني). ملاحظة تحذيرية ضرورية هي أن النماء الجيني الحديث يشير إلى أن محور الطول الحقيقي للدماغ ينتهي في مكان ما في منطقة ما تحت المهاد حيث تترابط مناطق القاعدية والجناحية من اليسار إلى اليمين عبر الخط المتوسط؛ لذلك، لا يدخل المحور في منطقة تلّيف الدماغ، على الرغم من أن العديد من المؤلفين، الحديثين والقدماء، قد افترضوا نهاية تليّفيّة للمحور. تكمن الحجة السببية لهذا في نهاية الأديم المتوسط المحوري - بشكل أساسي الحبل الظهري، ولكن أيضًا الصفيحة أمام الحبلية تحت المهاد. التأثيرات الحثية المبكرة للأديم المتوسط المحوري على الأديم الظاهر العصبي العلوي هي الآلية التي تحدد بعد الطول على منشم الدماغ، بالاشتراك مع إنشاء ما هو بطني في الدماغ (بالقرب من الأديم المتوسط المحوري) على عكس ما هو ظهري (بعيد عن الأديم المتوسط المحوري). بصرف النظر عن عدم وجود حجة سببية لإدخال المحور في الدماغ البيني، هناك صعوبة واضحة في وجود زوج من حويصلات تلافيف الدماغ، بحيث يكون المحور المشقوق ضمنيًا في هذه الإصدارات القديمة.                   

## تاريخ
بعض هذه المصطلحات تأتي من اللاتينية. السهمي يعني "مثل السهم"، إشارة إلى موضع العمود الفقري الذي يقسم الجسم بشكل طبيعي إلى نصفين متساويين لليمين واليسار، المعنى الدقيق لمصطلح "منتصف السهم"، أو إلى شكل الدرز السهمية، الذي يحدد مستوى السهمي وشكله كالسهم.